# Улица Пурвциема (Рига)
Улица Пу́рвциема (латыш. Purvciema iela) — улица в Видземском предместье города Риги, в Пурвциемсе. Начинается вблизи моста Августа Деглава, от перекрёстка с улицами Браслас и Кроню; заканчивается после пересечения с улицей Пуцес.
Общая длина улицы составляет 1635 метров. На всём протяжении имеет асфальтовое покрытие. Движение двустороннее, по одной полосе в каждом направлении. Общественный транспорт по улице не курсирует.

## История
Одна из старейших улиц своего района. Впервые упоминается в адресной книге за 1898/1899 год под названием «улица Парациема» (латыш. Paraciema iela) — возможно, искажённым нынешним, которое вскоре было заменено на «Пурвциема». В последующем переименований улицы не было.

## Прилегающие улицы
Улица Пурвциема пересекается со следующими улицами:
- Улица Кроню
- Улица Браслас
- Улица Марциенас
- Улица Калснавас
- Улица Ницгалес
- Улица Виршу
- Улица Зиленю
- Улица Стирну
- Улица Эжу
- Улица Пуцес